# Campionati mondiali di sci nordico 1978
I Campionati mondiali di sci nordico 1978, trentaduesima edizione della manifestazione, si svolsero dal 18 al 26 febbraio a Lahti, in Finlandia. Vennero assegnati undici titoli.
Rispetto alle edizioni precedenti vennero introdotte due variazioni nel programma. Nello sci di fondo debuttò la 20 km femminile; nel salto con gli sci fu proposta la gara a squadre come prova in vista dell'inserimento nel programma ufficiale nell'edizione del 1982, e pertanto non assegnò medaglie.

## Risultati

### Uomini

#### Combinata nordica
| Posizione | Atleta            | Nazione          | Punti  |
| --------- | ----------------- | ---------------- | ------ |
| 1         | Konrad Winkler    | Germania Est     | 435,24 |
| 2         | Rauno Miettinen   | Finlandia        | 431,66 |
| 3         | Ulrich Wehling    | Germania Est     | 430,83 |
| 4         | Andreas Langer    | Germania Est     | 427,25 |
| 3         | Gunther Schmieder | Germania Est     | 423,48 |
| 3         | Jurij Voronin     | Unione Sovietica | 418,40 |

19-20 febbraio

Trampolino: Salpausselkä K90

Fondo: 15 km

#### Salto con gli sci

##### Trampolino normale
| Posizione | Atleta            | Nazione          | Punti |
| --------- | ----------------- | ---------------- | ----- |
| 1         | Matthias Buse     | Germania Est     | 252,8 |
| 2         | Henry Glaß        | Germania Est     | 251,7 |
| 3         | Aleksej Borovitin | Unione Sovietica | 250,0 |
| 4         | Karl Schnabl      | Austria          | 249,4 |
| 5         | Pentti Kokkonen   | Finlandia        | 248,7 |
| 6         | Tapio Räisänen    | Finlandia        | 246,5 |

18 febbraio

Trampolino: Salpausselkä K90

##### Trampolino lungo
| Posizione | Atleta          | Nazione      | Punti |
| --------- | --------------- | ------------ | ----- |
| 1         | Tapio Räisänen  | Finlandia    | 256,6 |
| 2         | Alois Lipburger | Austria      | 256,3 |
| 3         | Falko Weißpflog | Germania Est | 255,8 |
| 4         | Matthias Buse   | Germania Est | 251,1 |
| 5         | Tauno Käyhkö    | Canada       | 242,1 |
| 6         | Jouko Törmänen  | Finlandia    | 241,9 |

25 febbraio

Trampolino: Salpausselkä K116

##### Gara a squadre
| Posizione | Nazione      | Atleti                                                       | Punti |
| --------- | ------------ | ------------------------------------------------------------ | ----- |
| 1         | Germania Est | Harald Duschek Jochen Danneberg Henry Glaß Mathias Buse      | 443,8 |
| 2         | Finlandia    | Jari Puikkonen Jouko Törmänen Pentti Kokkonen Tapio Räisänen | 401,0 |
| 3         | Norvegia     | Rune Hauge Roger Ruud Tom Levorstad Per Bergerud             | 396,6 |

Gara sperimentale

Trampolino: Salpausselkä K116

#### Sci di fondo

##### 15 km
| Posizione | Atleta            | Nazione          | Tempo    |
| --------- | ----------------- | ---------------- | -------- |
| 1         | Józef Łuszczek    | Polonia          | 49:09,37 |
| 2         | Evgenij Beljaev   | Unione Sovietica | 49:11,62 |
| 3         | Juha Mieto        | Finlandia        | 49:14,37 |
| 4         | Matti Pitkänen    | Finlandia        | 49:23,85 |
| 5         | Nikolaj Zimjatov  | Unione Sovietica | 49:33,33 |
| 6         | Sven-Åke Lundbäck | Svezia           | 49:50,86 |

21 febbraio

##### 30 km
| Posizione | Atleta            | Nazione          | Tempo      |
| --------- | ----------------- | ---------------- | ---------- |
| 1         | Sergej Savel'ev   | Unione Sovietica | 1:32:56,0  |
| 2         | Nikolaj Zimjatov  | Unione Sovietica | 1:33:48,23 |
| 3         | Józef Łuszczek    | Polonia          | 1:33:52,21 |
| 4         | Matti Pitkänen    | Finlandia        | 1:34:16,23 |
| 5         | Evgenij Beljaev   | Unione Sovietica | 1:34:46,66 |
| 6         | Sven-Åke Lundbäck | Svezia           | 1:34:56,08 |

19 febbraio

##### 50 km
| Posizione | Atleta            | Nazione          | Tempo      |
| --------- | ----------------- | ---------------- | ---------- |
| 1         | Sven-Åke Lundbäck | Svezia           | 2:46:43,06 |
| 2         | Evgenij Beljaev   | Unione Sovietica | 2:47:34,48 |
| 3         | Jean-Paul Pierrat | Francia          | 2:47:52,27 |
| 4         | Matti Pitkänen    | Finlandia        | 2:49:46,28 |
| 5         | Lars Erik Eriksen | Norvegia         | 2:50:44,82 |
| 6         | Jiří Beran        | Cecoslovacchia   | 2:51:17,86 |

26 febbraio

##### Staffetta 4x10 km
| Posizione | Nazione          | Atleti                                                            | Tempo      |
| --------- | ---------------- | ----------------------------------------------------------------- | ---------- |
| 1         | Svezia           | Sven-Åke Lundbäck Christer Johansson Tommy Limby Thomas Magnusson | 2:05:17,63 |
| 2         | Finlandia        | Esko Lähtevänoja Juha Mieto Pertti Teurajärvi Matti Pitkänen      | 2:05:28,95 |
| 3         | Norvegia         | Lars Erik Eriksen Ove Aunli Ivar Formo Oddvar Brå                 | 2:06:48,37 |
| 4         | Unione Sovietica | Evgenij Beljaev Nikolaj Zimjatov Sergej Savel'ev Vasilij Ročev    | 2:07:56,54 |
| 5         | Svizzera         | Hansueli Kreuzer Franz Renggli Edi Hauser Gaudenz Ambühl          | 2:08:40,42 |
| 6         | Germania Ovest   | Peter Zipfel Georg Zipfel Wolfgang Müller Dieter Notz             | 2:08:46,47 |

23 febbraio

### Donne

#### Sci di fondo

##### 5 km
| Posizione | Atleta            | Nazione          | Tempo    |
| --------- | ----------------- | ---------------- | -------- |
| 1         | Helena Takalo     | Finlandia        | 18:53.50 |
| 2         | Hilkka Riihivuori | Finlandia        | 18:58.49 |
| 3         | Raisa Smetanina   | Unione Sovietica | 19:01.30 |
| 4         | Galina Kulakova   | Unione Sovietica | 19:08,83 |
| 5         | Christel Meinel   | Germania Est     | 19:14,38 |
| 6         | Zinaida Amosova   | Unione Sovietica | 19:17,14 |

20 febbraio

##### 10 km
| Posizione | Atleta            | Nazione          | Tempo    |
| --------- | ----------------- | ---------------- | -------- |
| 1         | Zinaida Amosova   | Unione Sovietica | 37:01.72 |
| 2         | Raisa Smetanina   | Unione Sovietica | 37:13.37 |
| 3         | Hilkka Riihivuori | Finlandia        | 37:23.43 |
| 4         | Galina Kulakova   | Unione Sovietica | 37:30,09 |
| 5         | Taina Impiö       | Finlandia        | 37:32,47 |
| 6         | Berit Aunli       | Norvegia         | 37:40,77 |

18 febbraio

##### 20 km
| Posizione | Atleta            | Nazione          | Tempo      |
| --------- | ----------------- | ---------------- | ---------- |
| 1         | Zinaida Amosova   | Unione Sovietica | 1:13:00,85 |
| 2         | Galina Kulakova   | Unione Sovietica | 1:13:08,11 |
| 3         | Helena Takalo     | Finlandia        | 1:13:57,95 |
| 4         | Hilkka Riihivuori | Finlandia        | 1:14:00,26 |
| 5         | Raisa Smetanina   | Unione Sovietica | 1:14:38,83 |
| 6         | Berit Aunli       | Norvegia         | 1:15:10,62 |

25 febbraio

##### Staffetta 4x5 km
| Posizione | Nazione          | Atlete                                                              | Tempo      |
| --------- | ---------------- | ------------------------------------------------------------------- | ---------- |
| 1         | Finlandia        | Taina Impiö Marja-Liisa Kirvesniemi Hilkka Riihivuori Helena Takalo | 1:13:25,8  |
| 2         | Germania Est     | Marlies Rostock Birgit Schreiber Barbara Petzold Christel Meinel    | 1:13:29,74 |
| 3         | Unione Sovietica | Nina Ročeva Zinaida Amosova Raisa Smetanina Galina Kulakova         | 1:13:39,88 |
| 4         | Svezia           | Marie Johansson Eva Olsson Meeri Bodelid Lena Carlzon               | 1:14:56,96 |
| 5         | Norvegia         | Berit Johannessen Vigdis Rønning Marit Myrmæl Berit Aunli           | 1:15:03,86 |
| 6         | Cecoslovacchia   | Anna Pasiarová Blanka Paulů Dagmar Švubová Květa Jeriová            | 1:16:25,38 |

22 febbraio

## Medagliere per nazioni
| Posizione | Nazione          | Oro | Argento | Bronzo | Totale |
| --------- | ---------------- | --- | ------- | ------ | ------ |
| 1         | Unione Sovietica | 3   | 5       | 3      | 11     |
| 2         | Finlandia        | 3   | 3       | 3      | 9      |
| 3         | Germania Est     | 2   | 2       | 2      | 6      |
| 4         | Svezia           | 2   | 0       | 0      | 2      |
| 5         | Polonia          | 1   | 0       | 1      | 2      |
| 6         | Austria          | 0   | 1       | 0      | 1      |
| 7         | Francia          | 0   | 0       | 1      | 1      |
|           | Norvegia         | 0   | 0       | 1      | 1      |